# Târgu Secuiesc
Târgu Secuiesc (en húngaro: Kézdivásárhely) es una ciudad del distrito de Covasna, Transilvania, Rumania. Tiene 20 488 habitantes mayoritariamente magyares.

## Geografía

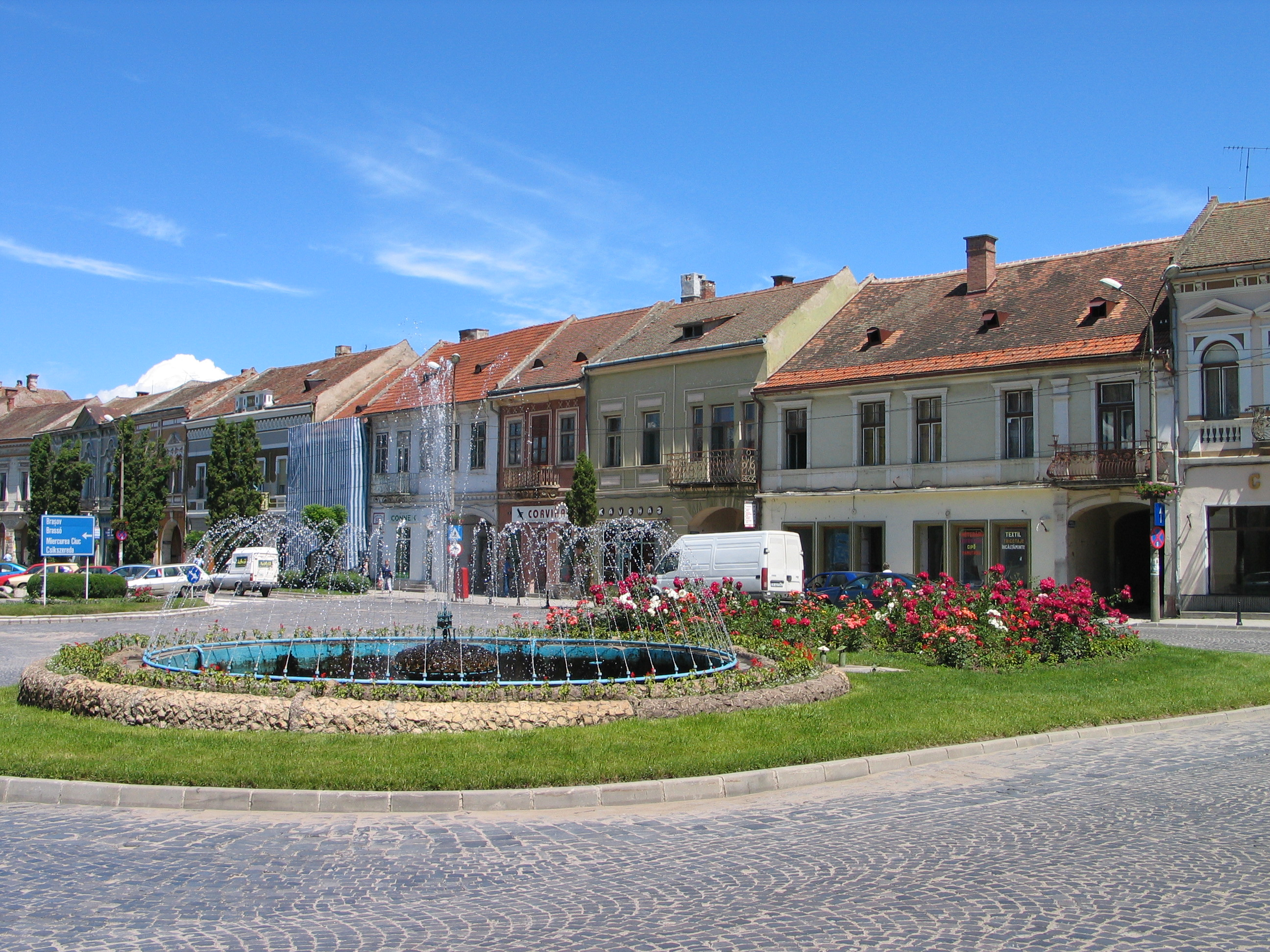
Centro histórico

La ciudad se encuentra el los Cárpatos meridionales en una valle formada de los ríos Pârâul Negru y Turia.

## Demografía

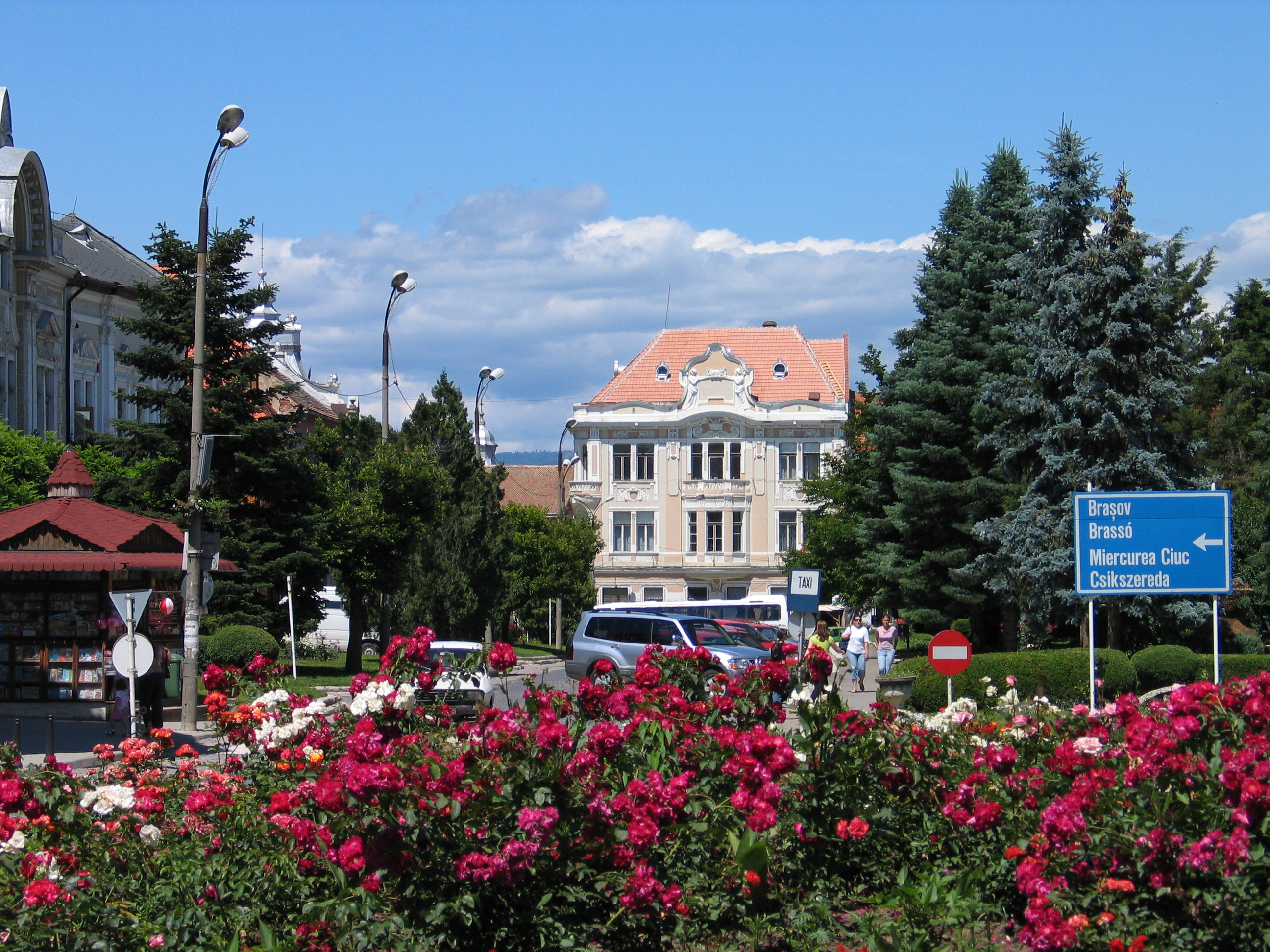
Vista del centro de la ciudad

En 2002 tenía una población de 20 488 habitantes de cual:
- magiares 18 633 (90,94%)
- rumanos 1601 (7,81%)
- gitanos 199 (0,97%)

Las comunidades religiosas de Târgu Secuiesc son los católicos 14 638 (71,44%), reformados 4258 (20,78%), ortodoxos 1234 (6,02%)
| 1912  | 1930  | 1948  | 1956  | 1966  | 1977   | 1992   | 2002   |
| ----- | ----- | ----- | ----- | ----- | ------ | ------ | ------ |
| 6.079 | 5.107 | 5.424 | 7.500 | 9.502 | 16.320 | 22.912 | 20.488 |

## Economía
En la ciudad mejos desarrollado es el sector de los confecciones textiles, pero también hay fábricas de procesacion de leche o de mecánica fina. El comercio y turismo son también factores importantes en la economía de la ciudad.

## Turismo
El centro de la ciudad construido entre los siglos XVIII-XIX tiene un estilo arquitectónico secesionista único en Europa. Alrededor de la ciudad hay grandes objectivos turísticos que atraen aquí muchos turistas cada año: el lago Sfânta Ana, el spa Băile Balvanyos o las iglesia fortificadas.

## Galería

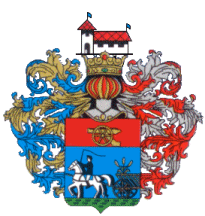
Târgu Secuiesc (escudo antiguo)
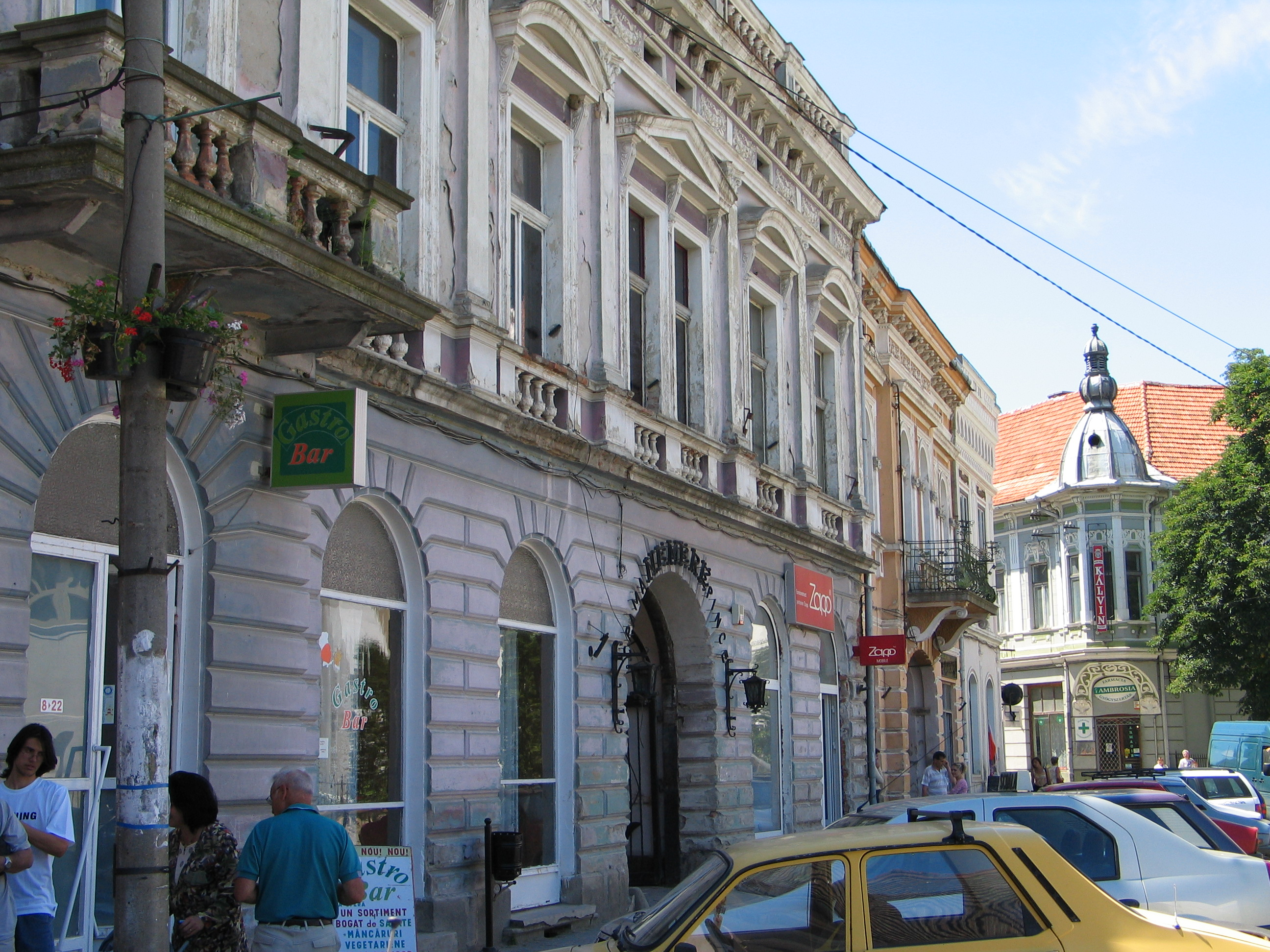
Târgu Secuiesc
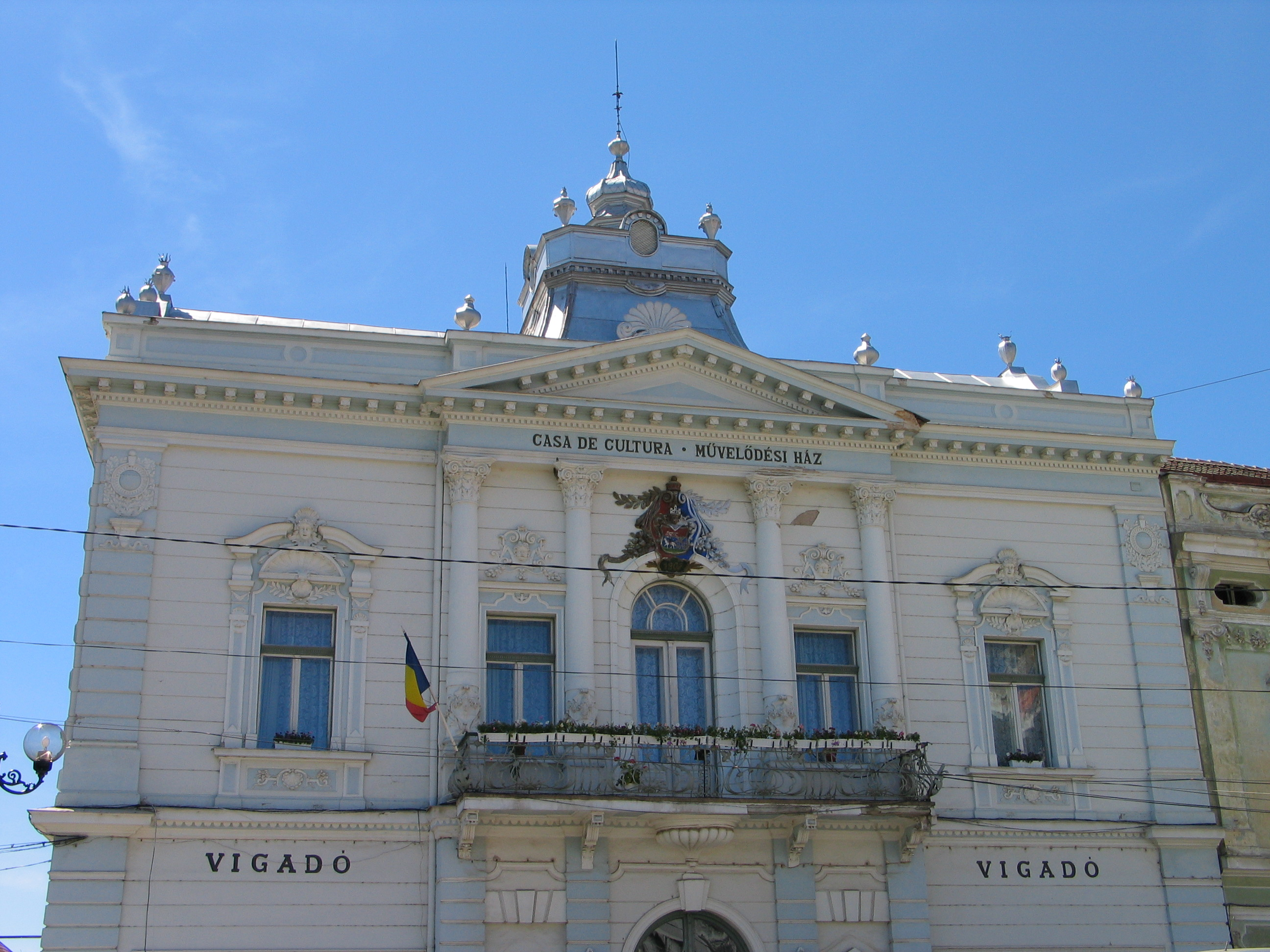
Târgu Secuiesc
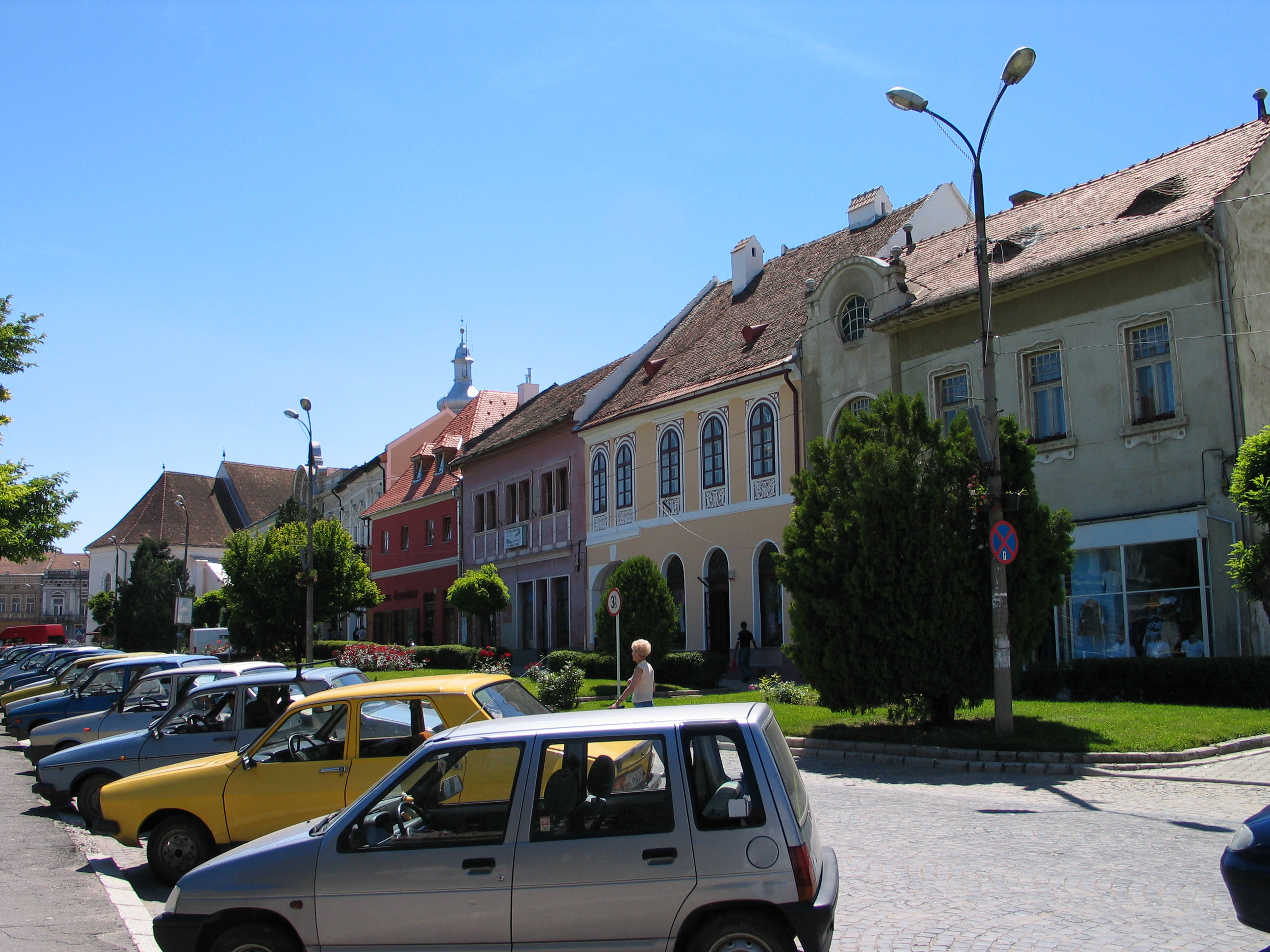
Târgu Secuiesc
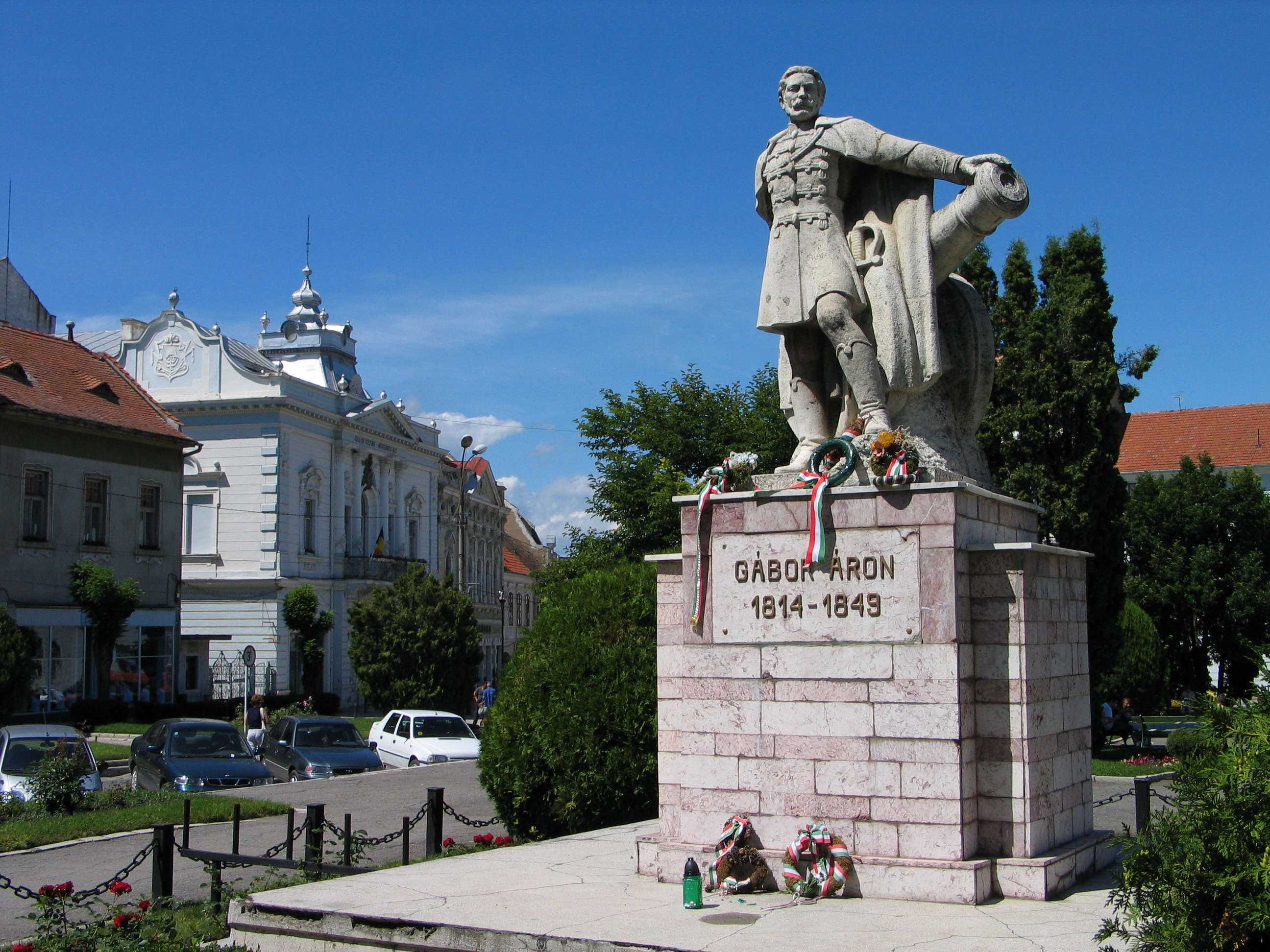
Târgu Secuiesc
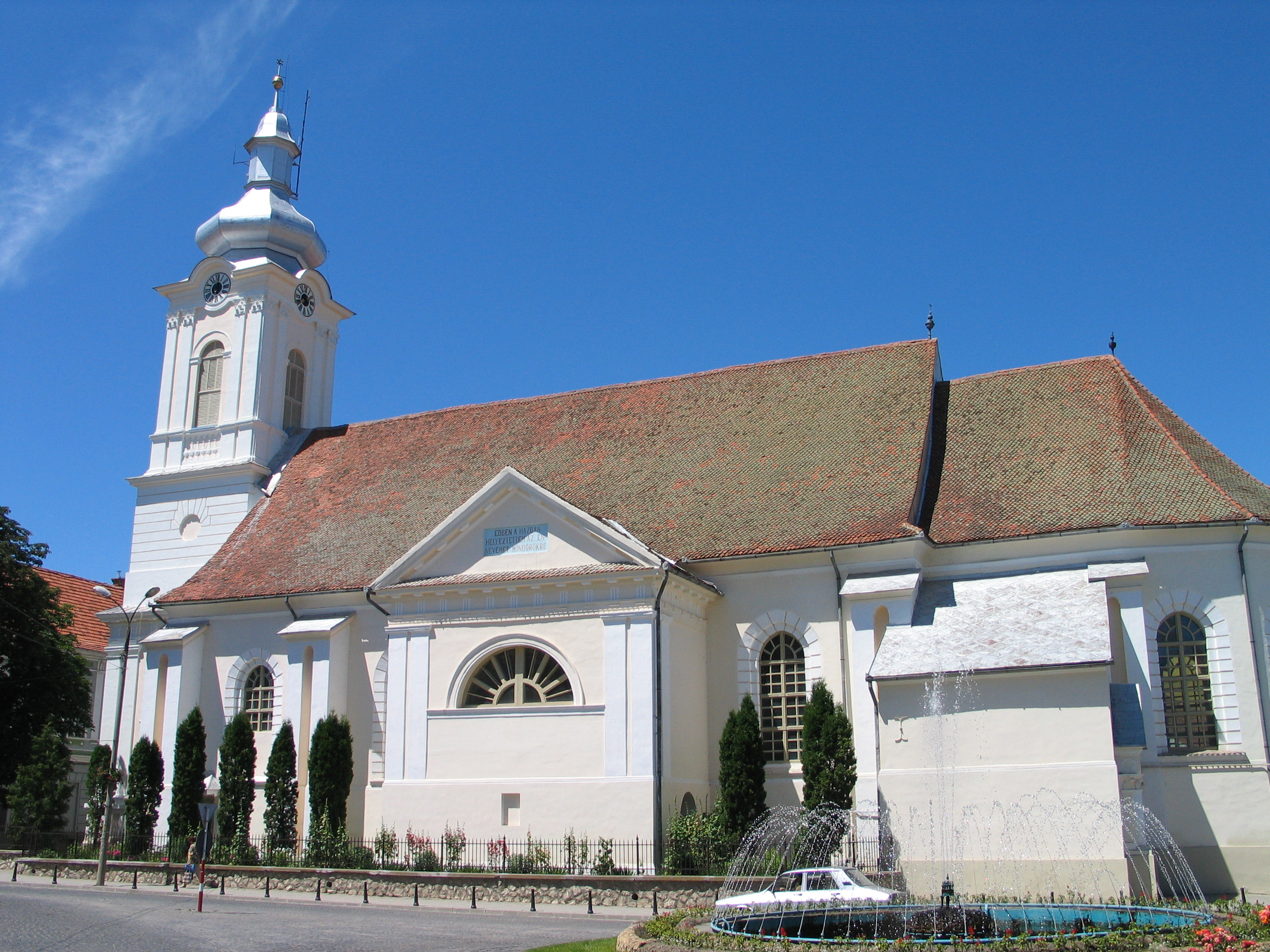
Târgu Secuiesc (Iglesia Reformado-Calvina)